# Риччи, Альберто
Альберто Риччи (итал. Alberto Ricci; 14 декабря 1808, Генуя — 22 февраля 1876, Ницца) — итальянский политический и дипломатический деятель, пожизненный сенатор Сардинского королевства.

## Биография
Представитель дворянской генуэзской семьи маркизов Риччи, известной в истории генуэзского и итальянского Рисорджименто. Брат Винченцо Риччи, политического, государственного и дипломатического деятеля Сардинского королевства и Джованни Риччи,  морского министра Королевства Италия.
Был поверенным в делах в Королевстве Обеих Сицилий (с января 1841) и Бельгии (с 1 мая 1842); чрезвычайный посланник (с 19 мая 1842 по 24 марта 1847) и полномочный министр в Бельгии (с 19 декабря 1848 по 16 июня 1849), Нидерландах (1844—1846), Австрии (1846), Франции (1848—1849), Пруссии (1850—1853) и Саксонии (1850—1856).
В 1848 году стал сенатором Сардинского королевства и был им до самой смерти в 1876 году.

## Награды
- Кавалер Большого креста Ордена Святых Маврикия и Лазаря.
- Большой крест Ордена Леопольда I.